# Death In June Presents: KAPO!
Death In June Presents: KAPO! è un album di studio dei Death in June, pubblicato nel 1996.

## Il disco
Alla realizzazione del disco ha partecipato il musicista Richard Leviathan.
Nel 2003 l'album è stato ripubblicato dalla New European Recordings, l'etichetta di proprietà di Douglas Pearce, con sei tracce addizionali.

## Tracce

### LP del 1996
1. Wolf Wind - 5:53
2. Only Europa Knows - 5:52
3. Headhunter - 4:22
4. A Sad Place To Make A Shadow - 3:05
5. Lullaby to a Ghetto - 4:42
6. Hero Gallow - 3:15
7. The Rat And The Eucharist - 5:04
8. Wolf Wind - Reprise - 5:58

### Edizione CD del 2003
1. Wolf Wind - 5:53
2. Only Europa Knows - 5:52
3. Headhunter - 4:22
4. A Sad Place To Make A Shadow - 3:05
5. Lullaby to a Ghetto - 4:42
6. Hero Gallow - 3:15
7. The Rat And The Eucharist - 5:04
8. Wolf Wind - Reprise - 5:58
9. Only Europa Knows (Neo Version) - 5:53
10. Kopfjäger - 4:24
11. Wolf Wind (Neo Version) - 5:38
12. Ein Trauriger Ort, Der Einen Schatten Wirft - 3:15
13. Only Europa Knows (Mantra) - 5:41
14. The Marble Cliffs - 4:55